# Bozcaarmut, Pazaryeri
Bozcaarmut là một xã thuộc huyện Pazaryeri, tỉnh Bilecik, Thổ Nhĩ Kỳ. Dân số thời điểm năm 2011 là 264 người.